# Tõnu Kaljuste
Tõnu Kaljuste, né le 28 août 1953 à Tallinn en Estonie, est un chef d'orchestre estonien.

## Biographie
Tõnu Kaljuste est le fils du chef de chœur amateur Heino Kaljuste (et) (1925-1989). 
Il a étudié à l'académie estonienne de musique et de théâtre de Tallinn et au conservatoire Rimski-Korsakov de Saint-Pétersbourg. 
Il devient chef d'orchestre de l'opéra d'Estonie.
En 1981, il fonde le Chœur de chambre du philharmonique estonien, un chœur professionnel. 
En 1993, il fonde l'Orchestre de chambre de Tallinn et sera, jusqu'en 1994, le premier chef du chœur de la radio suédoise. Il se produit également avec de nombreux orchestres internationaux.
Il est principalement connu pour avoir créé une grande partie des compositions de ses compatriotes Arvo Pärt et Veljo Tormis.

## Discographie sélective
- Te Deum/Silouans Song/Magnificat/Berliner Messe d'Arvo Pärt, par le chœur de chambre philharmonique d'Estonie, chez ECM.
- Miserere de Henryk Górecki et Requiem d'Alfred Schnittke chez Caprice Records.
- Beatus d'Arvo Pärt, chez Virgin Records.
- In principio d'Arvo Pärt, chez ECM Records.

## Prix et récompenses
- Ordre de l'Étoile blanche d'Estonie de 4e classe, 1998
- Ordre du Blason national d'Estonie de 2e classe, 2000
- Prix Gustav Ernesaksa de musique chorale, 2010
- Prix culturel du ministère des affaires étrangères d'Estonie, 2010